# مارلبورو (نيوهامشير)
مارلبورو (بالإنجليزية: Marlborough, New Hampshire)‏ هي بلدة أمريكية تقع في الولايات المتحدة في Cheshire County. يقدر عدد سكانها بـ 2,063 نسمة ومساحتها 53.5 كم2 وترتفع عن سطح البحر 215 متر.

## معرض صور

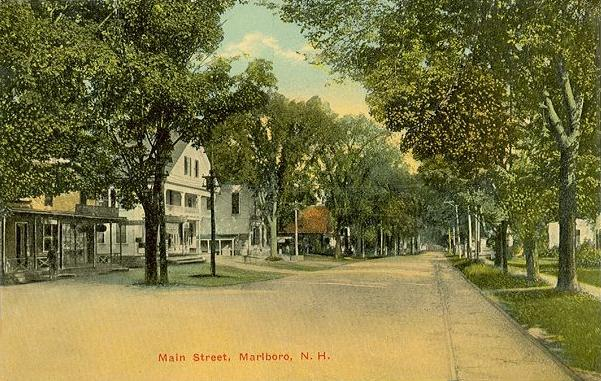
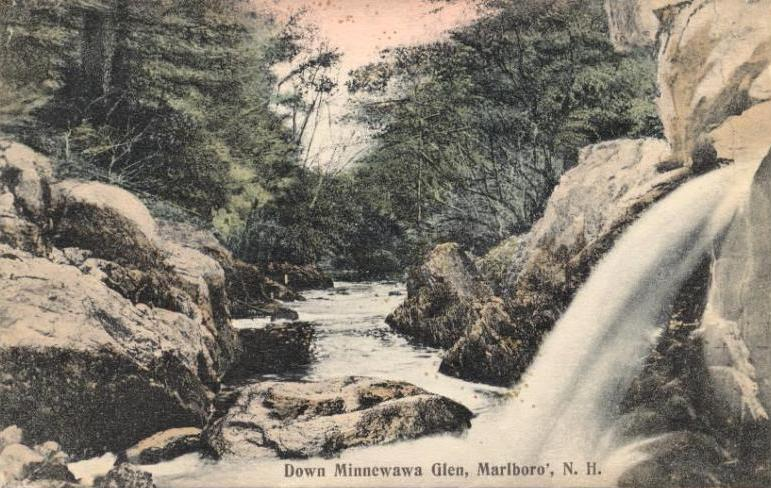
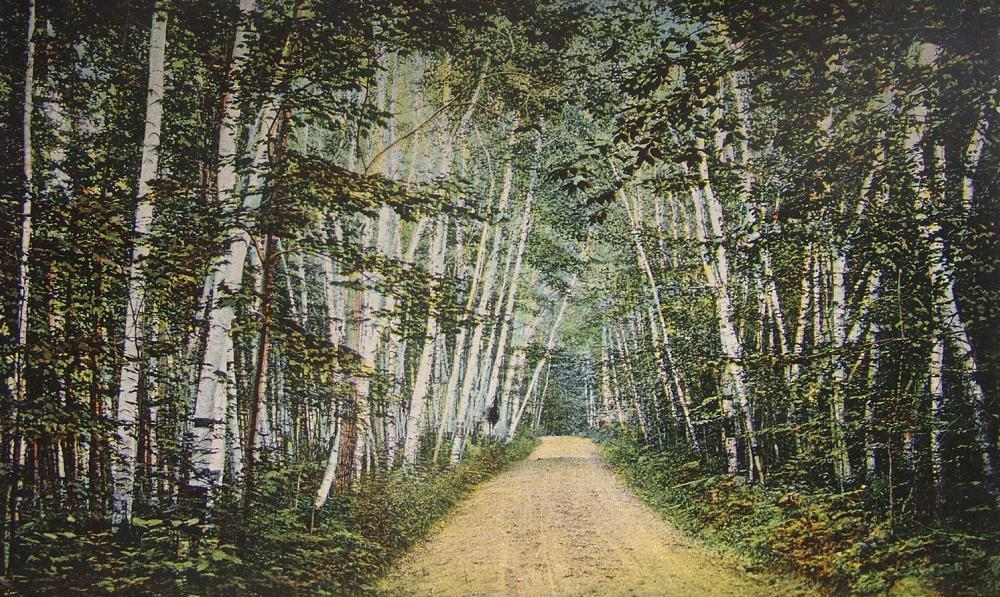

## أعلام
- والتر د. ونايت
- روفوس إس. فروست